# Atari Teenage Riot
Atari Teenage Riot (förkortat ATR) är ett tyskt digital hardcore-band som bildades i Berlin 1992. Denna högst politiska grupp blandade starka budskap från anarkism, antifascism och antinazism med punk-texter och den nya techno-trenden digital hardcore som bandmedlemmen Alec Empire till och med använde som namn för sitt skivbolag: Digital Hardcore Recordings. Bandet upplöstes under 2000. Under 2010 återförenades gruppen och under 2011 släpptes albumet Is This Hyperreal.

## Historia
Gruppen bildades som ett svar och en motreaktion på den nynazism som influerade den tyska techno-scenen. ATR bestod av Alec Empire, Hanin Elias och MC Carl Crack. Deras tidiga album var alla kontroversiella, ett av dem innehöll bland annat låten "Hetzjagd Auf Nazis" (ungefär "Hetsjakt på Nazisterna"). 
Efter detta signade bandet kontrakt med Phonogram Records, ett större europeiskt skivbolag, och fick en ovanligt stor förskottsbetalning som de använde för att starta sitt eget skivbolag, Digital Hardcore Recordings. ATR gav aldrig ut något kommersiellt material för Phonogram.
År 1997 fick bandet en ny medlem, den japanske amerikanen och brus/soundscape-artisten Nic Endo började i bandet under deras turné Beck.
Bandets livespelningar på den tiden hade ofta inslag av våld. En utomhuskonsert i Berlin den 1 maj 1999 slutade med att alla i bandet arresterades för uppvigling. Publiken hade efter konserten samlats för en demonstration mot NATO, vilken hade slutat i upplopp mot polisen. Åtalet mot bandet lades senare ner.
En annan händelse ägde rum i Brasilien där en säkerhetsvakt fick uppsöka sjukhus efter att ha blivit misshandlad av Elias med en mikrofon. Ett fan till ATR hävdade att säkerhetsvakten hade tafsat på henne när hon skulle göra ett Stagedive.
År 1999 släppte ATR albumet 60 Second Wipe Out, vilket innehöll en mängd gästartister, bland annat rapparna The Arsonists från New York.
Bandet upplöstes under 2000 efter att ha turnerat tillsammans med Nine Inch Nails. Alla chanser till att återförena bandet försvann när Carl Crack avled av en drogöverdos den 6 september 2001. Han hade då kämpat med en längre tids drogberoende.
I juni 2002 lämnade Hanin Elias DHR för att bilda ett eget skivbolag, Fatal Recordings enbart för kvinnliga artister.
Den andra halvan av bandet fortsatte att arbeta ihop. Endo hjälpte Empire med hans solokarriär och var också en del av hans band. DHR släppte samlingsskivan Atari Teenage Riot: 1992-2000 den 3 juli 2006.

## Diskografi

### Studioalbum
- 1995 – Delete Yourself! (från början kallad 1995) (DHR)
- 1997 – The Future of War (DHR)
- 1999 – 60 Second Wipe Out (DHR)
- 2011 – Is This Hyperreal? (DHR)
- 2014 – Reset (DHR)

### Samlingsalbum
- 1997 – Burn, Berlin, Burn! (Grand Royal)
- 2002 – Redefine the Enemy - Rarities and B-Side Compilation 1992-1999 (DHR)
- 2006 – Atari Teenage Riot: 1992-2000 (DHR 2006)

### Livealbum
- 1996 – Live in Stuttgart (One-Off Shit Let's Go!) (DHR)
- 1998 – Live in Philadelphia Dec. 1997 (DHR)
- 1999 – Live at Brixton Academy (DHR)